# Андреа Страмаччоні
Андре́а Страмаччо́ні (італ. Andrea Stramaccioni; нар. 9 січня 1976 року, Рим, Італія) — італійський футбольний тренер. З 2021 року — головний тренер катарського клубу «Аль-Гарафа».

## Кар'єра

### Ігрова кар'єра
Футбольна кар'єра Андреа склалася невдало: він виступав у Серії С1 за футбольний клуб «Болонья», але, отримавши важку травму коліна, залишив надію повернутися на поле і в 19 років завершив кар'єру гравця.

## Тренерська кар'єра

### Молодіжні команди
У 2001 році Страмаччоні розпочав тренерську кар'єру. Успіхи «АЗ-Спорт», клубу з передмістя Риму, в першості провінції не залишилися непоміченими: Страмаччіоні був запрошений до «Ромулеа» — молодіжний клуб, що належить «Лаціо». У 2003 році став тренером «Прімавери Кротоне» (тренером основної команди «Кротоне» був Джан П'єро Гасперіні). У 2005 році потрапив у поле зору «Роми», з якою підписав контракт в цьому ж році. Юнацьку команду «Роми» Андреа тренував протягом шести років, у 2011 році став чемпіоном.
Влітку 2011 року Страмаччоні отримав одразу два запрошення — від «Інтера» та від Арріго Саккі, що пропонував місце тренера юнацької збірної Італії до 17 років. Андреа вирішив, що клубна практика більш цінна, тим паче в «Інтері» та переїхав на північ. В «Інтері» Страмаччіоні підтвердив реноме талановитого тренера. Надає перевагу атакуючому футболу, не дотримується принципово однієї схеми, будує з гравцями близькі стосунки, за короткий проміжок часу здатний навести порядок та налагодити гру. У свій перший та єдиний сезон він відзначився двома виграними дербі проти «Мілану» та перемогою в «дитячій» Лізі Чемпіонів NextGen Series, 25 березня 2012 року, зробив з молодіжної команди, практично повністю поновленою влітку, найкращу команду Європи. У фіналі цього турніру молодіжна команда «Інтера» переграла «Аякс».

### «Інтернаціонале»
26 березня 2012 року керівництво «Інтера» пізнім вечором оголосило про відставку Клаудіо Раньєрі і призначення на пост головного тренера команди Андреа Страмаччоні. У підсумку «Інтер» під керівництвом Страмаччоні посів шосте місце в Серії А 2011/2012.
29 травня 2012 року президент «Інтера» Массімо Моратті оголосив про продовження контракту зі Страмаччоні до кінця червня 2015 року. 24 травня 2013 року Страмаччоні було звільнено з посади.
4 червня 2014 року був призначений головним тренером «Удінезе», на чолі якого пропрацював один сезон.
8 листопада 2015 року став очільником тренерського штабу грецького «Панатінаїкоса». Контракт тренера був розрахований на півтора року, проте 1 грудня 2016 його було звільнено через незадовільні результати команди.
28 травня 2017 уклав дворічний тренерський контракт з празькою «Спартою», яку залишив її вже 2018 року, після чого провів деякий час в Ірані, тренуючи «Естеґлал».
1 липня 2021 року уклав дворічний тренерський контракт з катарським клубом «Аль-Гарафа».